# Ezüstbegyű pápaszemesmadár
Az ezüstbegyű pápaszemesmadár vagy Norfolk-szigeti pápaszemesmadár (Zosterops albogularis) a verébalkatúak rendjébe és a pápaszemesmadár-félék családjába tartozó faj.

## Előfordulása
Az Ausztráliához tartozó Norfolk-sziget területén honos.

## Megjelenése
Testhossza 17 centiméter.